# Джефф Джексон (хокеїст, 1965)
Джефф Джексон (англ. Jeff Jackson, нар. 24 квітня 1965, Четем-Кент) — канадський хокеїст, що грав на позиції крайнього нападника. Грав за збірну команду Канади.

## Ігрова кар'єра
Хокейну кар'єру розпочав 1981 року.
1983 року був обраний на драфті НХЛ під 28-м загальним номером командою «Торонто Мейпл-Ліфс».
Протягом професійної клубної ігрової кар'єри, що тривала 12 років, захищав кольори команд «Торонто Мейпл-Ліфс», «Сент-Кетерінс Сейнтс», «Ньюмаркет Сейнтс», «Нью-Йорк Рейнджерс», «Квебек Нордікс», «Галіфакс Цитаделс», «Чикаго Блекгокс», «Індіанаполіс Айс» та «Нью-Гейвен Найтгокс».
Загалом провів 269 матчів у НХЛ, включаючи 6 ігор плей-оф Кубка Стенлі.
Виступав за збірну Канади.

## Статистика
| Сезон        | Клуб                    | Ліга         | Регулярний сезон | Регулярний сезон | Регулярний сезон | Регулярний сезон | Регулярний сезон | Плей-оф | Плей-оф | Плей-оф | Плей-оф | Плей-оф |
| Сезон        | Клуб                    | Ліга         | І                | Г                | П                | О                | ШХ               | І       | Г       | П       | О       | ШХ      |
| ------------ | ----------------------- | ------------ | ---------------- | ---------------- | ---------------- | ---------------- | ---------------- | ------- | ------- | ------- | ------- | ------- |
| 1981–82      | «Ньюмаркет Флайєрз»     | МОХЛ         | 45               | 30               | 39               | 69               | 105              | —       | —       | —       | —       | —       |
| 1982–83      | «Брантфорд Александерс» | ОХЛ          | 64               | 18               | 25               | 43               | 63               | 8       | 1       | 1       | 2       | 27      |
| 1983–84      | «Брантфорд Александерс» | ОХЛ          | 58               | 27               | 42               | 69               | 78               | 2       | 0       | 1       | 1       | 0       |
| 1984–85      | «Торонто Мейпл-Ліфс»    | НХЛ          | 17               | 0                | 1                | 1                | 24               | —       | —       | —       | —       | —       |
| 1984–85      | «Гамільтон Стілгоукс»   | ОХЛ          | 20               | 13               | 14               | 27               | 51               | 17      | 8       | 12      | 20      | 26      |
| 1985–86      | «Торонто Мейпл-Ліфс»    | НХЛ          | 5                | 1                | 2                | 3                | 2                | —       | —       | —       | —       | —       |
| 1985–86      | «Сент-Кетерінс Сейнтс»  | АХЛ          | 74               | 17               | 28               | 45               | 122              | 13      | 5       | 2       | 7       | 30      |
| 1986–87      | «Торонто Мейпл-Ліфс»    | НХЛ          | 55               | 8                | 7                | 15               | 64               | —       | —       | —       | —       | —       |
| 1986–87      | «Нью-Йорк Рейнджерс»    | НХЛ          | 9                | 5                | 1                | 6                | 15               | 6       | 1       | 1       | 2       | 16      |
| 1986–87      | «Ньюмаркет Сейнтс»      | АХЛ          | 7                | 3                | 6                | 9                | 13               | —       | —       | —       | —       | —       |
| 1987–88      | «Квебек Нордікс»        | НХЛ          | 68               | 9                | 18               | 27               | 103              | —       | —       | —       | —       | —       |
| 1988–89      | «Квебек Нордікс»        | НХЛ          | 33               | 4                | 6                | 10               | 28               | —       | —       | —       | —       | —       |
| 1989–90      | «Квебек Нордікс»        | НХЛ          | 65               | 8                | 12               | 20               | 71               | —       | —       | —       | —       | —       |
| 1990–91      | «Квебек Нордікс»        | НХЛ          | 10               | 3                | 1                | 4                | 4                | —       | —       | —       | —       | —       |
| 1990–91      | «Галіфакс Цитаделс»     | АХЛ          | 25               | 8                | 17               | 25               | 45               | —       | —       | —       | —       | —       |
| 1991–92      | «Чикаго Блекгокс»       | НХЛ          | 1                | 0                | 0                | 0                | 2                | —       | —       | —       | —       | —       |
| 1991–92      | «Індіанаполіс Айс»      | МХЛ          | 18               | 3                | 7                | 10               | 41               | —       | —       | —       | —       | —       |
| 1991–92      | «Нью-Гейвен Найтгокс»   | АХЛ          | 30               | 10               | 14               | 24               | 60               | 5       | 0       | 5       | 5       | 6       |
| Усього в НХЛ | Усього в НХЛ            | Усього в НХЛ | 263              | 38               | 48               | 86               | 313              | 6       | 1       | 1       | 2       | 16      |
| Усього в АХЛ | Усього в АХЛ            | Усього в АХЛ | 136              | 38               | 65               | 103              | 240              | 18      | 5       | 7       | 12      | 36      |